# Мајкл Лопез-Алегрија (астронаут)
Мајкл Лопез-Алегрија (енгл. Michael López-Alegría; Мадрид, 30. мај 1958) је пензионисани астронаут агенције НАСА са двојним држављанством, шпанским и америчким. Летео је у свемир три пута као члан посаде спејс-шатла, и једном као члан експедиције на Међународну свемирску станицу. Током боравка у свемиру учествовао је у 10 шетњи свемиром које су укупно трајале преко 67 сати, по чему је тренутно други на листи рекорда иза Анатолија Соловјова. Такође тренутно држи рекорд по дужини појединачног свемирског лета за астронауте изван Русије, који износи 215 дана, који је поставио приликом боравка на МСС од 18. септембра 2006. до 21. априла 2007. године.